# Döbeln-park (Umeå)

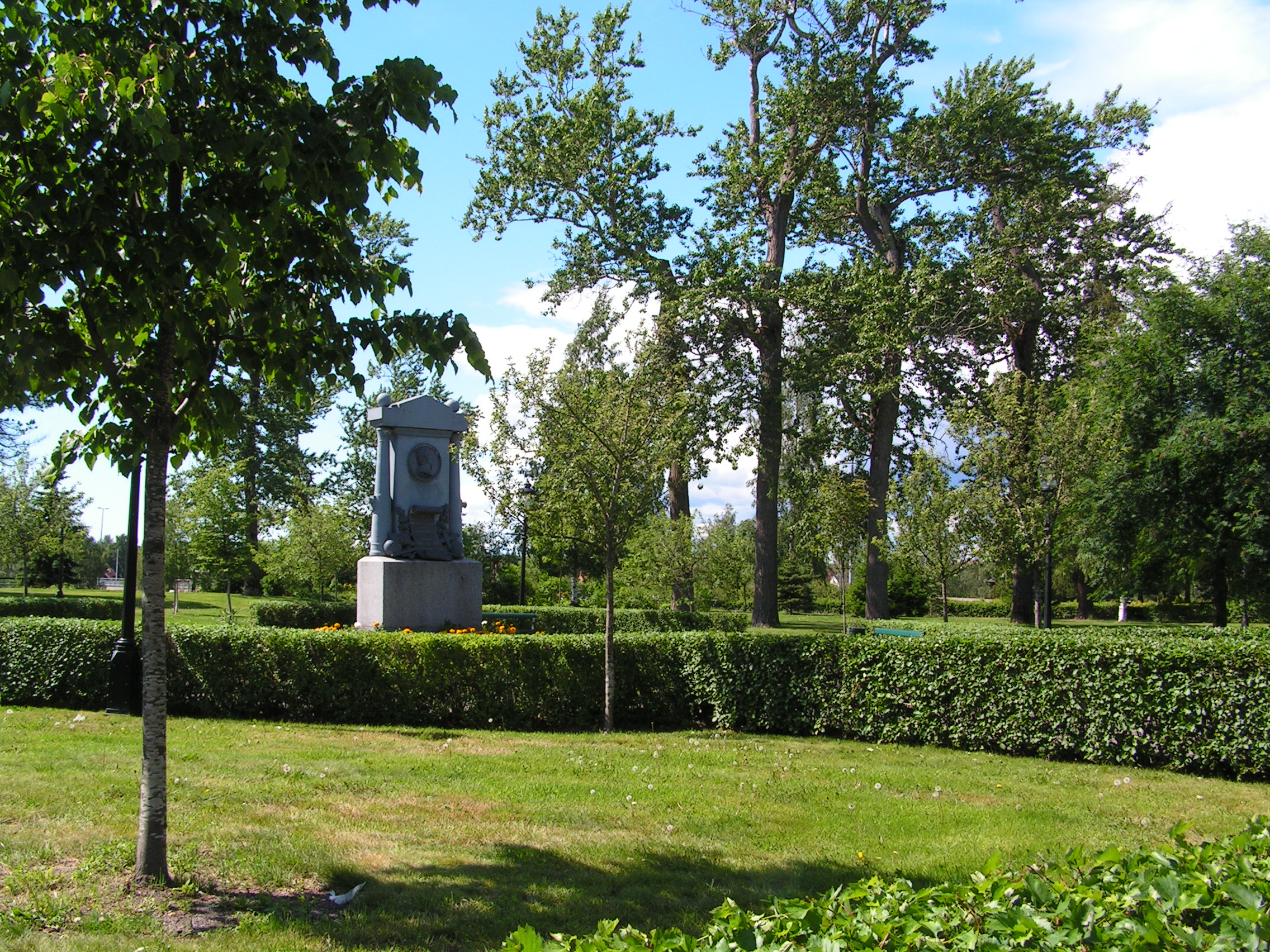
A Döbeln-park Georg Carl von Döbeln emlékművével

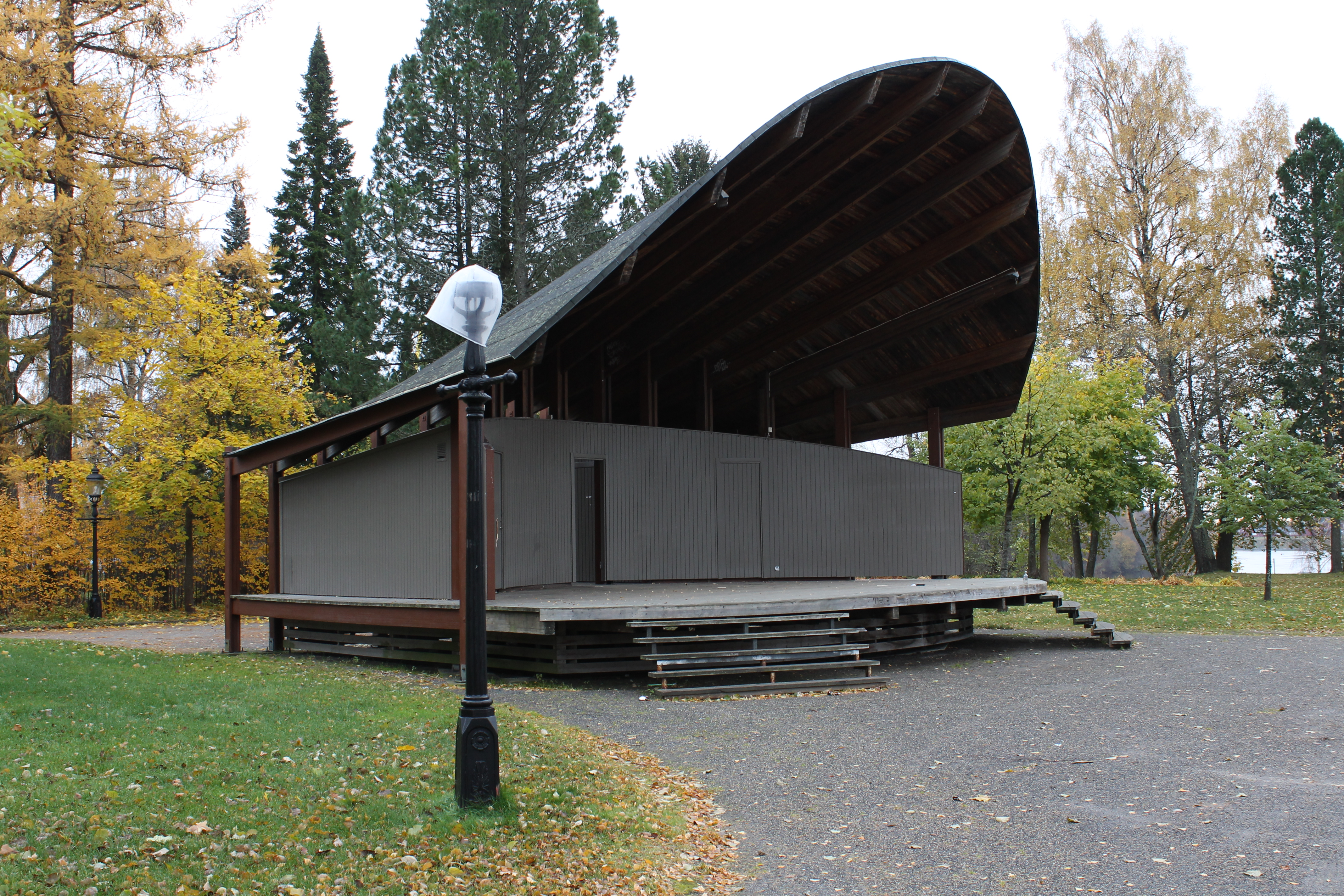
Az 1920-ban létesített parkszínpad

A Döbeln-park a svédországi Umeå város központjában található park, hosszú ideje kulturális események, zenei és színjátszó programok színhelye. Ez volt a város első közparkja, amit még a 19. században, 1865-ben hoztak létre angolpark jelleggel, romantikusan kanyargó utakkal és festői szépségű teraszokkal. 1867-ben a park területén állították fel Georg Carl von Döbeln emlékművét; az öntöttvas szobor ismeretlen művész alkotása. A közelben 1920-ban parkszínpad is létesült, hogy állandó helyszínt biztosítson a rendszeresen itt zajló rendezvényeknek. A nyolcszögletű színpad fölött boltíves réz tető emelkedik, aranyozott díszítésekkel.
A park a megye közigazgatási székháza közelében terül el, határoló utcái az Östra Kyrkogatan, a Storgatan és az Östra Strandgatan.

## Fordítás
- Ez a szócikk részben vagy egészben  a   Döbelns park című svéd Wikipédia-szócikk fordításán alapul.  Az eredeti cikk szerkesztőit annak laptörténete sorolja fel. Ez a jelzés csupán a megfogalmazás eredetét és a szerzői jogokat jelzi, nem szolgál a cikkben szereplő információk forrásmegjelöléseként.